# Hall

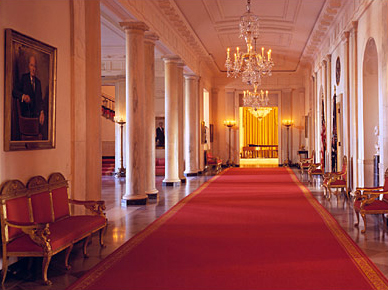
Hall de entrada da Casa Branca.

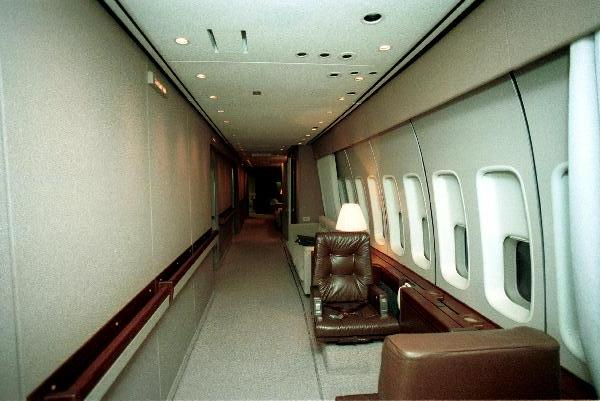
1º andar da Air Force One (Boeing VC-25A).

Hall ou rol é a divisão imediata da casa com o exterior. Imediata à entrada principal da casa, é onde usualmente recepcionam-se as pessoas: as estranhas para não terem de conversar no exterior, os familiares normalmente usam para tirarem os casacos do frio exterior, para se tornarem mais à vontade.
Costuma ser um corredor de entrada às divisões restantes da casa. Costuma ter um cabide, um armário de roupa, uma mesinha para a colocação das chaves, ou outros objetos imediatos e ainda um espelho para visualização e retoque antes de saírem de casa.
Há no entanto muitas casas onde esta divisão não existe, entrando as pessoas diretamente na sala de estar.
É exatamente para não entrarem pessoas que até podem ser não familiares numa sala onde os residentes estão mais à vontade, ou mesmo em trajes menores, que existe esta divisão.
Ainda existe o objetivo para evitar que ao abrir-se a porta de entrada, olhares exteriores penetrem no lar.
Ao fim do hall costuma ter as portas de acesso as restantes divisões, tipo árvore, é uma questão funcional, se uma pessoa quiser ir do quarto para a cozinha, em vez de ter de passar por suposição pelo quarto ao lado, pela sala de estar, e depois cozinha, vão diretamente pelo corredor do quarto ao hall e depois diretamente à cozinha.